# Мале Микільське
Ма́ле Микі́льське — село в Україні, у Терешківській сільській громаді Полтавського району Полтавської області. Населення становить 41 особу. До 2017 орган місцевого самоврядування — Микільська сільська рада.

## Географія
Село Мале Микільське знаходиться за 4 км від лівого берега річки Ворскла, на відстані 0,5 км від сіл Микільське та Клюшники, примикає до села Цибулі. По селу протікає пересихаючий струмок. Село оточене лісовим масивом (сосна).

## Історія
- 12 червня 2020 року, відповідно до розпорядження Кабінету Міністрів України № 721-р «Про визначення адміністративних центрів та затвердження територій територіальних громад Полтавської області», село увійшло до складу Терешківської сільської громади[1].
- 19 липня 2020 року, в результаті адміністративно — територіальної реформи та ліквідації Полтавського району(1925—2020), село увійшло до складу новоутвореного Полтавського району[2].

## Населення

### Мова
Розподіл населення за рідною мовою за даними перепису 2001 року:
| Мова       | Кількість | Відсоток |
| ---------- | --------- | -------- |
| українська | 40        | 97.56%   |
| російська  | 1         | 2.44%    |
| Усього     | 41        | 100%     |